# Abedalá ibne Hatim Albaili
Abedalá ibne Hatim Albaili (em árabe: عبد الله بن حاتم الباهلي; romaniz.: Abd Allāh ibn Ḥātim al-Bahili) foi um tenente do Califado Omíada que esteve ativo nos territórios do Emirado da Armênia. Em 695, ajudou Maomé ibne Maruane em sua guerra contra os nobres armênios, dentre eles Simbácio VI, que ficou em prisão domiciliar em Damasco.